# Kulturindustrin
Begreppet kulturindustrin (tyska: Kulturindustrie) myntades av filosoferna Theodor Adorno (1903–1969) och Max Horkheimer (1895–1973) och presenterades först i kapitlet ”Kulturindustrin: upplysning som massbedrägeri”, i boken Upplysningens dialektik (1947), där de föreslog att populärkulturen i stort liknar en fabrik som tillverkar standardiserade kulturartiklar – filmer, radioprogram, tidskrifter etc. Konsumtionen av populärkulturens lätta nöjen, som görs tillgänglig av massmedia, gör människor fogliga och innehållslösa, oavsett hur svåra deras ekonomiska förhållanden är. Kulturindustrins inneboende fara är odlingen av falska psykologiska behov som bara kan tillgodoses av kapitalismens produkter; därav uppfattade Adorno och Horkheimer särskilt massproducerad kultur som ett hot mot den mer tekniskt förfinade och intellektuellt krävande sköna konsten.